# Марчук Андрій Миколайович
Андрі́й Микола́йович Марчу́к (нар. 25 червня 1997, Львів, Україна) — український футболіст, воротар луцької «Волині».

## Життєпис

### Ранні роки
Вихованець СДЮШОР-4 (Львів) та ДЮСШ луцької «Волині». Із 2011 по 2014 рік провів у першості та чемпіонаті ДЮФЛ 26 матчів, причому починав нападником, а закінчив воротарем, бо до 15 років грав саме в нападі, поки не отримав важку травму коліна, яку багато часу лікував, але дуже скучав за футболом, тому приходив на тренування та інколи ставав на ворота, що зрештою сподобалося як йому, так і тренерам. Проте у Львові в команді не було тренера з воротарів, тому Марчук стежив за грою найкращих голкіперів в інтернеті й сам вивчав елементи тренувань та вправи.

### Клубна кар'єра
13 листопада 2013 року дебютував у юнацькій (U-19) команді «хрестоносців» у домашньому поєдинку проти сімферопольської «Таврії». За молодіжну (U-21) команду дебютував 10 серпня 2014 року у виїзному матчі з одеським «Чорноморцем».
15 жовтня 2016 року дебютував у Прем'єр-лізі, вийшовши у стартовому складі у виїзній грі проти луганської «Зорі», у якій зрештою пропустив 2 м'ячі (один із пенальті), обидва в першому таймі. 22 жовтня того ж року вперше відстояв «на нуль» у домашньому поєдинку проти дніпровського «Дніпра».

### Збірна
Із 2014 по 2015 рік грав у складі юнацької збірної України U-18. Із 2015 по 2016 рік виступав за юнацьку збірну U-19.

## Статистика
Статистичні дані наведено станом на 26 листопада 2016 року
| Клуб     | Ліга         | Сезон   | Чемпіонат | Чемпіонат | Кубок | Кубок | U-21 | U-21 |
| Клуб     | Ліга         | Сезон   | Ігри      | Голи      | Ігри  | Голи  | Ігри | Голи |
| -------- | ------------ | ------- | --------- | --------- | ----- | ----- | ---- | ---- |
| «Волинь» | Прем'єр-ліга | 2014/15 |           |           |       |       | 6    | −11  |
| «Волинь» | Прем'єр-ліга | 2015/16 |           |           |       |       | 4    | −5   |
| «Волинь» | Прем'єр-ліга | 2016/17 | 5         | −10       |       |       | 4    | −3   |